# سامسونگ گلکسی مینی
گالکسی مینی (به انگلیسی: Galaxy mini) یک گوشی هوشمند دارای سیستم‌عامل آندروید است؛ که توسط سامسونگ ساخته شده‌است. این محصول سامسونگ در سال ۲۰۱۱ وارد بازار شد. این گوشی یکی از ارزانترین گوشی‌های هوشمند در بازار جهانی است و کاربران می‌توانند سیستم‌عامل این گوشی را به روز کنند.
در واقع گوشی سامسونگ گلکسی مینی در دو نسخه ارائه شده که گوشی گلکسی مینی ۱ با شکل همانند گوشی سامسونگ کوربی از ویژگی‌های پایینی برخوردار است مانند:اندروید پایین، رم بایین، پردازنده پایین و...
اما بعد از تولید و عرضه گوشی 2 Galaxy Mini توسط کمپانی سامسونگ در زمستان ۲۰۱۱، این کمپانی با برطرف کردن نقاط ضعف مدل قبلی و تغییراتی در ظاهر و سرعت پردازنده، پس از حدود ۱ سال مدل جدید خود با نام Galaxy Mini 2 را به بازار ارائه کرد. مدل جدید با تغییرات ظاهری اندک نسبت به مدل پیشین با صفحه نمایش ۳٫۲۷ اینچی، دوربین ۳٫۲ مگاپیکسلی، پردازندهٔ ۸۰۰ مگاهرتزی و سیستم عامل اندروید نسخهٔ 2.3.6 در دسترس طرفداران گوشی‌های سامسونگ قرار گرفته‌است.
این گوشی با قابلیت بازی کردن با آن می‌تواند سرگرمی را به شما هدیه دهد. این گوشی برای بانوان یا بچه‌ها کالای مورد پسندی است. امکانات داخل این گوشی مانند نرم‌افزارهایی کاربردی همچون گوگل پلاس، یوتوب، گوگل پلی و... بسیار قدیمی شده‌اند، اما با مارکت‌های آپدیت‌کن‌هایی مثل گوگل پلی یا مایکت می‌توان نرم‌افزارهای کاربردیِ آن را به‌روز کرد.
خوب، تا الآن از نقاط قوت این گوشی خواندید. حالا نقاط ضعف این گوشی را هم بخوانید؛ شاید نظرتان در مورد خریدن این گوشی عوض شود:
نقاط ضعف: امکانات تنظیماتی کم مانند پاک کردن پیش فرض، پاک کردن موارد پخش شده و... که در حال حاضر در اندرویدهای ۴ وجود دارد
این گوشی بازی‌های HD و 3D را اغلب با سرعت کم می‌خواند یا اصلاً آن را بالا نمی‌آورد.
اگر شما یک حساب گوگل به این گوشی اضافه کنید دیگر امکان پاک کردن آن را ندارید.
عیب‌یابی: من سیم‌کارت را در درون گوشی قرار داده‌ام، اما علامت «سیم‌کارت موجود نیست» را در نوار اعلان نشان می‌دهد.
علت: سیم‌کارت شما کوچک است و شما باید آن را با یک چسب نواری قفل کنید. گوشی را ریسِت کنید.
من کارت اس دی را در درون گوشی قرار داده‌ام، اما این گوشی آن را شناسایی نمی‌کند.
علت: گوشی را ریسِت کنید. گوشی شما ویروسی شده‌است. کارت اس دی سوخته‌است.
من برنامه را می‌خواهم نصب کنم اما بعد از نصب می‌نویسد برنامه نصب نشد.
علت: فایل ناقص است. فضای کافی برای نصب این برنامه وجود ندارد.
در گوشی من یک آهنگ وجود دارد اما آن را در لیست موزیک نمی‌بینم.
علت: گوشی حافظه را هنوز شناسایی نکرده‌است. برای شناسایی کافی‌ست کلمهٔ media scanner را در مارکت بازار جست‌وجو و ویجت media scanner را دانلود کنید. گوشی را دوباره راه‌اندازی کنید.
پایان[ نوشته شده توسط @crictor_reziident 